# Pascal Dikébié N'Guessan
Pascal Dikébié N'Guessan est un homme politique ivoirien né en 1936 à Bécédi dans la sous-préfecture de Sikensi et mort en 2002 à Abidjan. 
Pascal N'Guessan fait ses études à Guiglo puis à l'École normale de Dabou. Il enseigne la biologie et devient proviseur de l'École normale de Dabou. Secrétaire d'État puis ministre de l'Enseignement primaire et de l'éducation télévisuelle de 1971 à 1983 dans le Gouvernement Houphouët-Boigny (9) et Houphouët-Boigny (10). Premier député de Sikensi de 1980 à 1985, puis premier maire de 1985 à 1995 pour le compte du PDCI-RDA dont il fut jusqu'à sa disparition membre du bureau politique.